# Vie et Lumière
Vie et Lumière (Leven en Licht) was een vereniging van Belgische kunstschilders uit het begin van de 20ste eeuw. De kunstkring werd in 1904, in Brussel, opgericht op initiatief van Emile Claus samen met George Morren en Adrien-Joseph Heymans. In hun stijl van schilderen combineerden de leden van de kunstkring de invloeden van het Franse impressionisme en de Belgische realistische traditie. De kunstenaars brachten onder de naam luminisme representatie van het licht binnen het genre van hun landschappen. Claus wordt gezien als de kunstenaar die een centrale rol speelde binnen de kring en als een mentor voor de jongere leden-kunstenaars.
Het initiatief tot oprichting van de vereniging is mogelijk het gevolg van een conflict tussen Octave Maus en Edmond Picard. Een conflict ontstaan naar aanleiding van een tentoonstelling van La Libre Esthétique rond Franse impressionisten begin 1904.
De kunstkring hield regelmatig tentoonstellingen die ook werden gehouden op uitnodiging van Maus en zijn La Libre Esthétique.

## Leden
Naast de drie genoemde kunstenaars die betrokken waren bij de oprichting van de kunstkring behoorden ook tot de leden:
Anna Boch, Georges Buysse, Rodolphe De Saegher, Anna De Weert, Aloïs De Laet, William Degouve de Nuncques, James Ensor, Alfred Hazledine, Georges Lemmen, Jenny Montigny, Willem Paerels en Edmond Verstraeten.